# Sint-Katelijne-Waver
Sint-Katelijne-Waver (franska: Wavre-Sainte-Catherine) är en kommun i provinsen Antwerpen i regionen Flandern i Belgien. Sint-Katelijne-Waver hade 20 849 invånare (2017).